# Archipiélago de Año Nuevo
El archipiélago de Año Nuevo está ubicado al norte de la isla de los Estados, Argentina, al este de la isla Grande de Tierra del Fuego. Administrativamente forma parte del departamento Ushuaia dentro de la provincia de Tierra del Fuego, Antártida e Islas del Atlántico Sur. Este pequeño archipiélago constituye una formación rocosa de islotes, que junto con la isla de los Estados forman parte a su vez del archipiélago de Tierra del Fuego. 
En la isla Observatorio se encuentra el faro Año Nuevo que está actualmente en funcionamiento y ayuda a guiar las naves que se atreven a introducirse en estas peligrosas latitudes que cuentan con varios naufragios en su haber. Las islas constituyeron un refugio para algunos presidiarios que escaparon del penal de la isla de los Estados en el siglo XX, aunque varios cuerpos sin vida fueron encontrados por la Armada Argentina en sus costas.
Luego del Congreso Internacional de Geografía reunido en Berlín en 1899, el gobierno argentino comenzó a instalar el faro y un observatorio en la isla Observatorio a mediados de noviembre de 1901, bajo la conducción del teniente de navío Horacio Ballvé.

## Islas del archipiélago
El archipiélago de Año Nuevo está formado por cinco islas: Observatorio, Elizalde, Zeballos, Alférez Gofre y el islote Gutiérrez. Todas son bajas, de 5 a 18 metros de altura, con costas rocosas y bordeadas de arrecifes. Poseen escasa vegetación y la mayor parte de su suelo es un manto de turba.